# Abbas Nilforoushan
Abbas Nilforoushan (persa: عباس نیلفروشان; Esfahan, 23 d'agost de 1966 - Beirut, 27 de setembre de 2024) va ser un militar iranià. Era General de Brigada de l'Exèrcit dels guàrdies de la revolució islàmica, i va exercir com a adjunt d'operacions. Va començar la seva carrera militar el 1980 amb el Basij, després es va unir a la Guàrdia Revolucionària. Va ser membre d'aquesta organització durant la Guerra Iran-Iraq.
El 27 de setembre de 2024, va ser assassinat en l'atac de la seu de Hezbol·là de 2024 juntament amb el líder d'Hezbol·là Hassan Nasral·la.

## Biografia
Abbas Nilforoushan va néixer a Esfahan l'any 1966. Amb 14 anys, es va oferir voluntari com a membre de Basij i va anar als fronts occidental i després al sud. Durant la guerra entre l'Iran i l'Iraq, va servir en diversos càrrecs amb la 14a Divisió Imam Hossein i amb la 8a Divisió blindada de Najaf Ashraf: comandant de pilotó, comandant de companyia, comandant de batalló, comandant de l'eix i comandant adjunt d'operacions de la 8a. Divisió de Najaf sota el comandament d'Ahmad Kazemi.

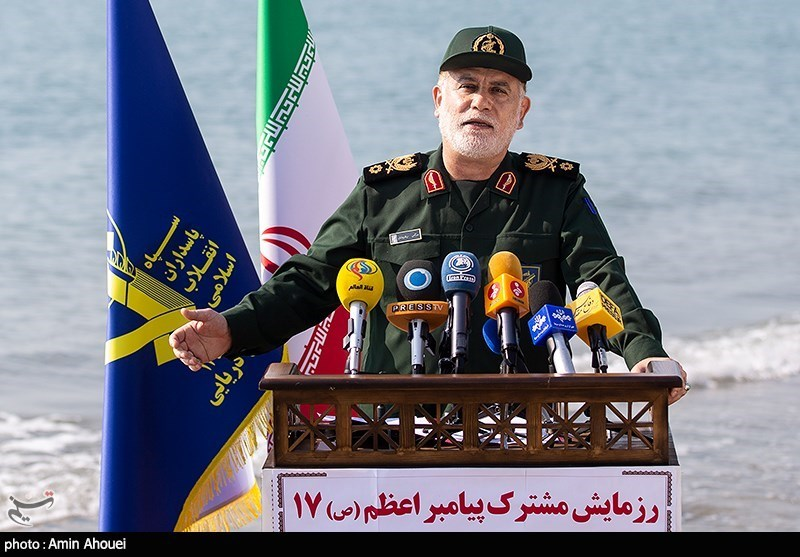
Nilforoushan el desembre de 2021.

Dins de la Guàrdia Revolucionària havia tingut els càrrecs de comandant adjunt d'operacions de les Forces Terrestres, comandant del Col·legi de Comandament i Personal, adjunt del comandant en cap a la seu de l'Imam Hussein, adjunt executiu i adjunt de comandant d'operacions durant el mandat del general de brigada Mohammad Reza Zahedi. Havia estat exercint com a comandant adjunt d'operacions des del 2019. També tenia 5 anys d'experiència al Líban i Síria al seu currículum.
Nilforoushan va exercir com a adjunt d'operacions de les forces terrestres del 2005 al 2007. Entre el 2010 i el 2014, va treballar com a comandant del Col·legi de comandament i estat major i des del 2019 havia estat adjunt d'operacions. El 26 d'octubre de 2022, el Departament del Tresor dels Estats Units i el Departament d'Estat van sancionar conjuntament Nilforoushan pel seu paper en la repressió de les protestes a l'Iran.

## Mort
El 27 de setembre de 2024, Nilforoushan va ser assassinat a la seu de Hezbol·là a Beirut amb un atac aeri de les Forces de Defensa d'Israel, al costat del líder de Hezbol·là Hassan Nasral·là.
La naturalesa de les operacions dutes a terme al Líban, juntament amb Hezbol·là, no era clara, però formarien part del suport militar de l'Iran al grup armat libanès. Es diu que l'oficial hauria dirigit una força expedicionària de la Força Quds. Segons els mitjans locals, Nilforoushan hauria estat el líder al Líban de la Força Quds.
El ministre iranià d'Afers Exteriors, Abbas Araghtchi, va prometre represàlies i va assegurar que l'eliminació de Nilforoushan rebria una resposta de l'Iran.